# Inferno - Canto nono

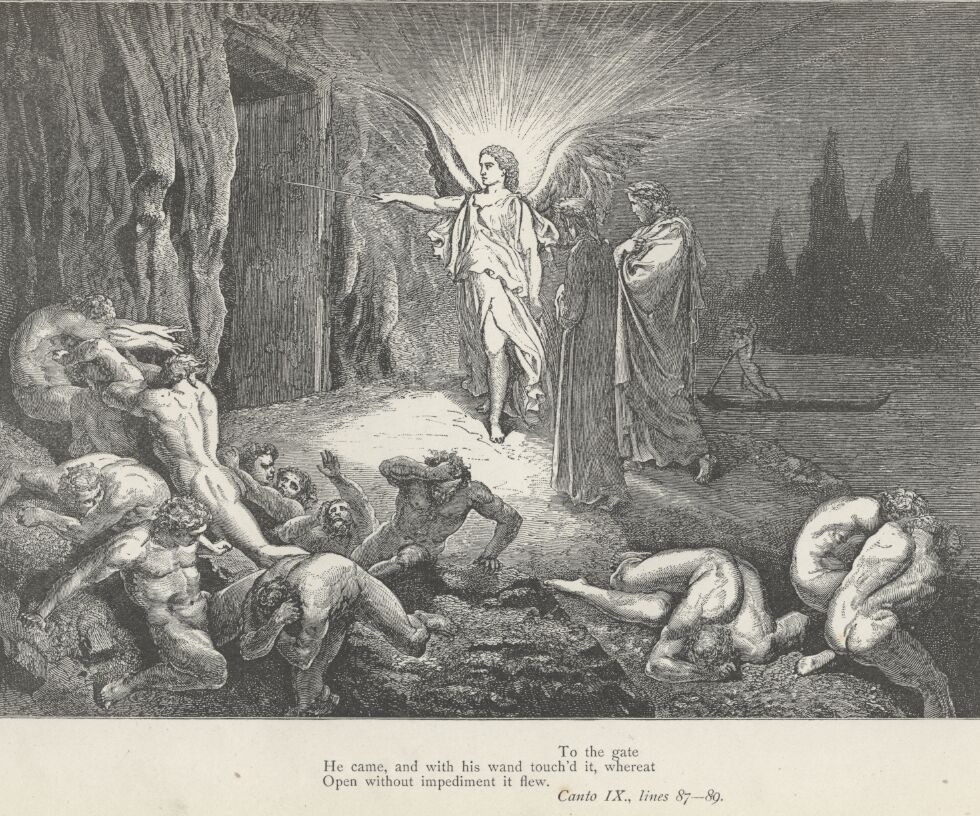
Il messo celeste, illustrazione di Gustave Doré

Il canto nono dell'Inferno di Dante Alighieri si svolge nel sesto cerchio, la città di Dite, ove sono puniti gli eretici; siamo all'alba del 9 aprile 1300 (Sabato Santo), o secondo altri commentatori del 26 marzo 1300.

## Incipit
(Anonimo commentatore dantesco del XIV secolo)

## Analisi del Canto

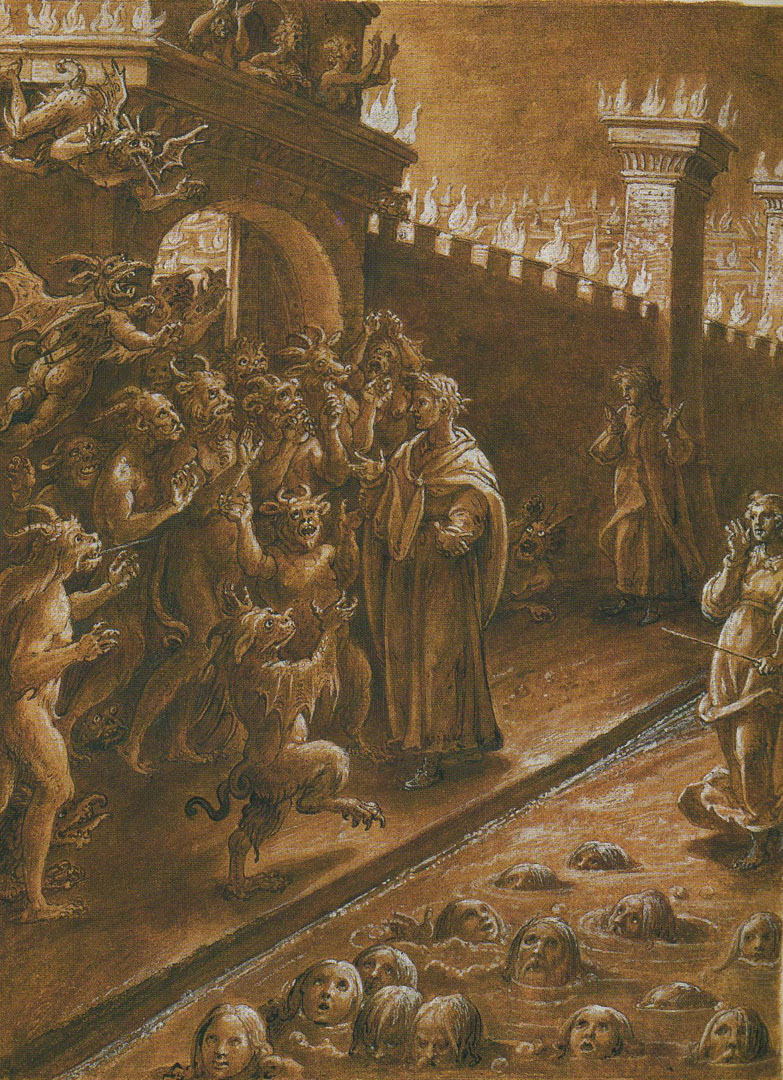
Virgilio parla con i demoni, Giovanni Stradano (1587)

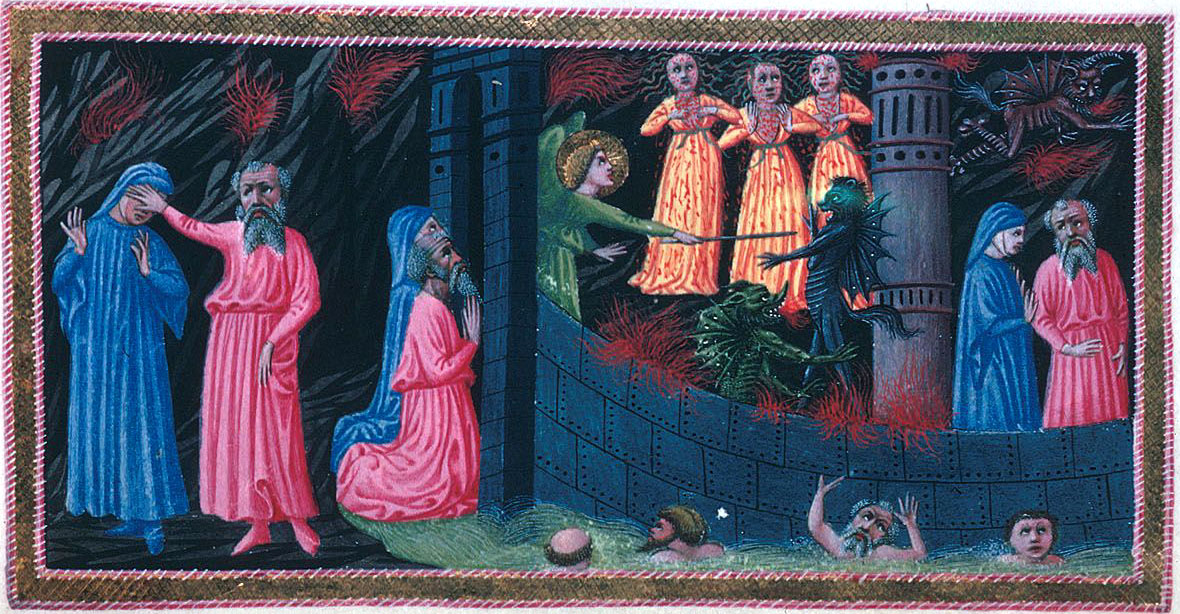
Priamo della Quercia, illustrazione al Canto IX

Il nono canto presenta un crescendo di immagini che è stato definito "teatrale", con una rappresentazione dell'azione ben calibrata grazie ai personaggi che entrano in scena uno dopo l'altro.

### Paura di Dante - versi 1 - 33
All'inizio del canto Dante è preoccupato (e ricaccia il proprio pallore) perché vede tornare Virgilio sconsolato dal colloquio con i diavoli, i quali in risposta alle parole del "duca" (che Dante non sente) gli sbattono la porta delle mura della città di Dite in faccia. Virgilio è vago, e si ferma ad aspettare qualcosa: sa che loro passeranno comunque la città e forse sta preannunciando l'arrivo di un qualcuno inviato da Dio che gli aprirà il passo. Virgilio però è titubante (proprio lui che rappresenta la ragione usa un "se non.." lasciato a metà), e non vede l'ora che arrivi colui che un Tale (Gesù Cristo, che non viene mai nominato nell'Inferno, o forse Beatrice, che si era mossa in aiuto di Dante?) ha sollecitato.
Dante, che in questo canto parla molto spesso "da scrittore" al lettore, fa notare che si era ben accorto della titubanza e del discorso iniziato e non finito, ma anzi sostituito da un altro della sua guida, e si intimorisce del senso probabilmente peggiore che Virgilio aveva voluto nascondergli.
Allora Dante, che, come si è visto sul finire del canto precedente, è pieno di paura perché non vede via d'uscita, chiede un po' ingenuamente, ma molto realisticamente, se lui, Virgilio, fosse mai arrivato in fondo all'Inferno, usando però una garbata perifrasi: "Vi è mai alcuna delle anime del Limbo, quelle che penano perché non vedono Dio, che scenda in fondo alla triste fossa infernale?"
Virgilio risponde allora rincuorando Dante e gli spiega che è una cosa molto rara, ma che egli stesso è sceso fino al cerchio più stretto, il nono (il "cerchio di Giuda"), inviato dalla maga Erictho o Eritone, che lo incaricò di andare a prendere un'anima da riportare in vita, al tempo in cui Virgilio era morto da poco. Per questo egli, non solo è già entrato nella città, ma sa bene il cammino per arrivare fino al punto più fondo e oscuro, che è anche quello più lontano dal cielo.
Il riferimento a Eritone prende spunto dalle Pharsalia di Lucano, ma è molto rielaborato con aggiunte originali di Dante. In Lucano Eritone è una fattucchiera in grado di rianimare i morti. Essa aveva richiamato un defunto alla vita affinché esso, con il potere di preveggenza tipico di chi ormai abita l'oltretomba, rivelasse a Pompeo l'esito della battaglia di Farsalo. Non c'è nessun riferimento al fatto che un'altra anima dovesse accompagnare il morto resuscitato, né tantomeno che questa fosse Virgilio, quindi è tutta farina del sacco dell'Alighieri. Semmai si potrà riscontrare come anche la Sibilla nell'Eneide, guidando Enea nell'oltretomba, dichiarasse di conoscere già quel mondo per esserci già discesa (Eneide, VI 565). In ogni caso bisogna prendere le distanze dalla figura medievale del Virgilio Mago, che Dante non concepiva, e che semmai in questo caso evoca solo un'atmosfera soprannaturale e fantastica sulla quale il canto è imperniato. In ogni caso le gesta di Eritone fanno da spunto a Dante per altri brani del canto, anche se Dante non la cita più: in Lucano si trovano infatti le Erinni che abitano lo Stige, Medusa scacciata dalla minaccia di un dio che la sconfigga, il sepolcreto dove abita Eritone: tutte immagini che si ritrovano nei versi successivi.

### Le Furie - vv. 34 - 63

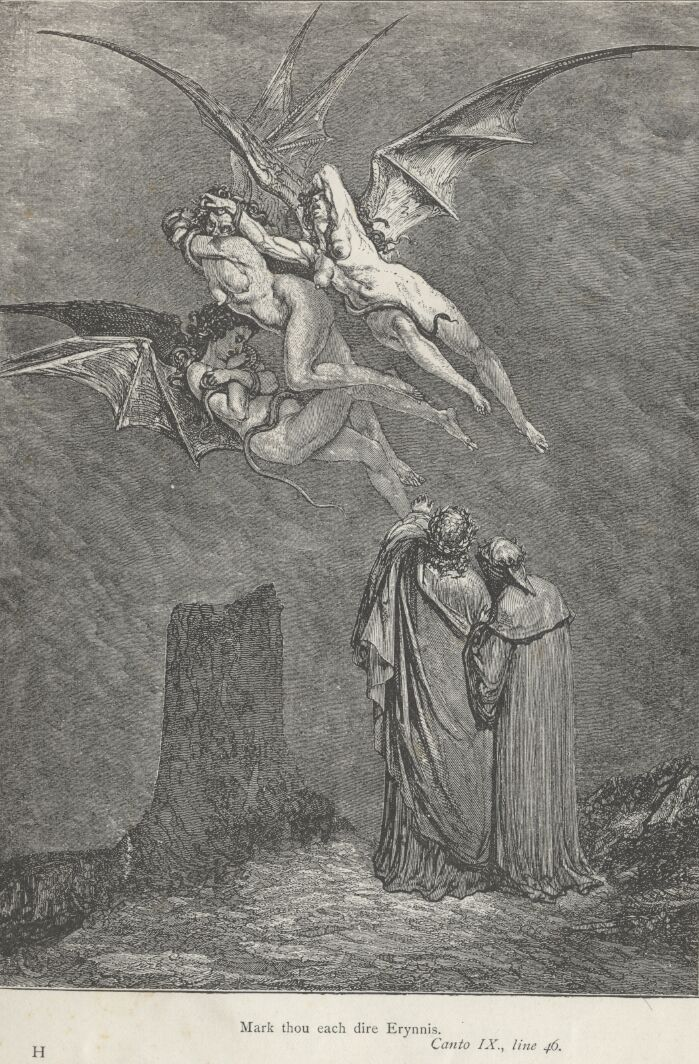
Le Erinni, immaginate da Gustave Doré

Virgilio continua a parlare di come sia normale incontrare resistenza alle mura di Dite, ma Dante ormai non lo ascolta più perché è attratto da un'altra visione sconvolgente. Cambio di scena quindi, adesso il poeta ci fa mettere a fuoco un'altra direzione, la torre infuocata che già aveva notato all'approssimarsi alle mura, sulla quale si alzano di scatto tre furie infernali. Esse sono le Erinni, "di sangue tinte", con corpi e atteggiamenti femminili (membra e atto) e circondate o vestite da serpenti verdi. Altri serpenti poi hanno per capelli, avvinghiati alle tempie, e vengono subito riconosciute come le serve (meschine, dal provenzale mesquì) di Persefone, la regina dei lamenti eterni dell'Inferno. Virgilio le indica: all'angolo sinistro (canto come cantuccio) Megera, a destra Aletto, che piange, e Tesifone nel mezzo. Come le donne ai funerali esse si disperano, si graffiano il petto e si battono i palmi delle mani.
Dante è piuttosto terrorizzato e si stringe a Virgilio, quando le Erinni si precipitano minacciose verso i due: "Vieni Medusa, la Gorgone, così lo possiamo pietrificare... facemmo male a non vendicare l'assalto di Teseo a Cerbero quando scese nell'Inferno, perché ora i vivi non son più scoraggiati ad avventurarsi nel regno dei morti". A queste parole Virgilio intima a Dante di chiudere gli occhi e mette le sue stesse mani a tappare con sicurezza le pupille del discepolo.

### Il messo divino - vv. 64 - 105

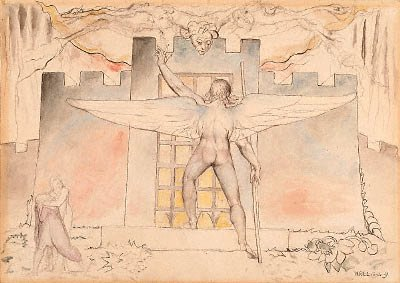
Il messo celeste immaginato da William Blake

A questo punto Dante si rivolge di nuovo a lettore, dicendogli di "mirare", cioè guardare il senso nascosto ("la dottrina che s'asconde") sotto il velo dei versi "strani": un chiaro invito a cogliere l'allegoria della prossima scena, che è tutt'altro che chiara ancora oggi.
Intanto quello che accade "sopra al velame" è che dalla palude proviene un fracasso, che come il vento impetuoso che fracassa i rami degli alberi nel bosco e fa fuggire le pecore e i pastori, così Dante vede, con gli occhi liberati dalla protezione di Virgilio, uno che viene su per la palude senza bagnarsi. Le anime dei dannati fuggono alla sua presenza, come fanno le rane che scappano tutte quando si avvicina una biscia, e questo essere miracoloso procede diretto scacciando i fumi che ha davanti al viso con la sinistra, perché con la destra regge una verghetta. Non si preoccupa di niente, solo i vapori gli disturbano la vista ("sol di quell'angoscia parea lasso", v. 84), e allora Dante lo riconosce come colui "dal ciel messo", che oggi viene indicato come l'angelo o come il messo celeste. Esso tocca la porta e l'apre toccandola appena con la verghetta, mentre rimprovera i diavoli che sono tutti spariti. Gli ricorda anche come Cerbero, che voleva impedire il passaggio di Ercole nell'inferno, porti ancora i segni della lotta perduta contro l'eroe sostenuto dalla volontà divina. Fatto questo il messo si volta e se ne va, con arie d'urgenza, senza curarsi minimamente dei due poeti.
Dopo la descrizione della scena è lecito domandarsi quale fosse il senso allegorico che Dante ha voluto inculcarvi e che riteneva così importante da fare un richiamo esplicito al lettore di cercarlo. La questione è tutt'altro che semplice e, a differenza per esempio delle allegorie della selva oscura (Canto I), qui gli studiosi si sono spremuti senza arrivare ad alcuna conclusione definitiva. Alcuni commentatori hanno riferito l'invito alla sola scena dell'arrivo del messo, altri a tutto il canto.
Un esempio di interpretazione generale può essere il seguente: la ragione, simboleggiata da Virgilio, non basta da sola ad affrontare e dominare i peccati di "malizia" (cioè i peccati commessi con volontà, non per incontinenza) puniti dentro la città di Dite; essa è ostacolata dalle tentazioni (i diavoli), dai rimorsi (le Erinni) e dalla disperazione che segue il rimorso e "pietrifica il cuore" (Medusa); la ragione può aiutare quel tanto che basta per cavarsela nell'immediato (Virgilio che si cura di coprire gli occhi a Dante), ma è solo tramite la grazia divina (il messo) che si può arrivare a una definitiva debellazione del peccato.

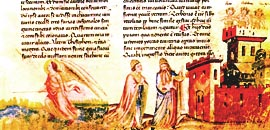
Anonimo Pisano, il messo celeste (1345)

Il senso generale dovrebbe essere simile a questo, sebbene i vari personaggi minori assumano da commentatore a commentatore i più vari significati. Però pesa anche il fatto che questa spiegazione non possa essere capita da chi legga il poema linearmente da capo a fondo, perché la distinzione dei peccati puniti entro o fuori dalle mura di Dite viene esplicata solo nel canto XI. Non è d'altronde chiaro se Dante proprio a causa della chiarezza non immediata avverta il lettore di stare attento e magari ricordare dopo come interpretare la scena.

### Dentro le mura: il cimitero degli eretici - vv. 106-133

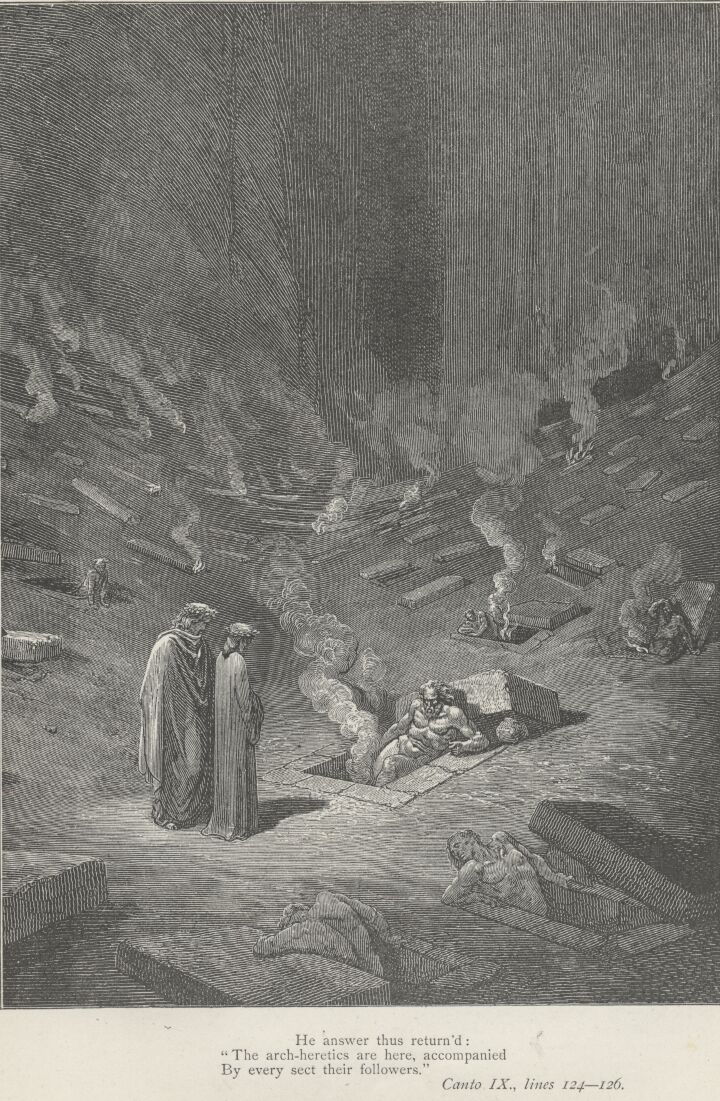
Il cimitero degli eretici, illustrazione di Gustave Dorè

I due poeti a questo punto non trovano più nessun ostacolo ad entrare nella città e attraversano le mura. Il cambio di situazione è totale: dall'affollamento e l'azione dei versi immediatamente precedenti, si passa al deserto del cimitero, seppure punteggiato dai soliti lamenti dei dannati. Al lettore moderno magari può impressionare il fatto che dentro le mura della città invece di trovare case e persone i due poeti trovano l'esatto opposto cioè un cimitero: bisogna comunque pensare che al tempo di Dante i cimiteri si potevano ancora trovare dentro le mura, e che il divieto a seppellire dentro il centro delle nostre città risale solo all'epoca napoleonica.
Dante quindi si guarda attorno e lo stuolo di tombe gli ricorda due famosi cimiteri medievali: quello di Arles (l'odierno Cimetière des Alyscamps) e quello di Pola (oggi scomparso). Dalle fosse (gli avelli) scoperchiate escono fiamme, che basterebbero ad un fabbro per qualsiasi opera ("che ferro più non chiede verun' arte"). Dante chiede chi sia sepolto qui e Virgilio risponde gli eresiarchi, cioè i fondatori di eresie, ma vedremo nel canto successivo che qui sono puniti anche (e soprattutto) i seguaci, ma sarà un caso voluto o meno da Dante, si incontreranno solo i negatori della vita ultraterrena, gli atei o epicurei o monofisiti. In ogni caso Virgilio avverte che in ogni sepolcro sono puniti seguaci di dottrine analoghe, quindi non ci si dovrebbe sorprendere di trovare nel prossimo canto solo epicurei, perché viene descritto un sepolcro solo.
Però è anche da sottolineare che il contrappasso si addice solo agli epicurei: per analogia, poiché essi negarono la vita dopo la morte, essi sono morti tra i morti.

## Dante personaggio e Dante narratore
Dal canto precedente Dante ha intensificato il rivolgersi in prima persona al lettore ("Pensa lettor"). La critica dantesca, soprattutto contemporanea, si è concentrata sul metodo di narrazione del poema, con una dicotomia tra il Dante personaggio e il Dante che scrive del suo viaggio. In realtà si deve innanzitutto notare che anche il personaggio dello "scrittore che parla in prima persona" è un'invenzione e non coincide con il vero "Dante persona reale": basti pensare al fatto che l'io narrante ci parla di un viaggio immaginario come se fosse vero in tutto per tutto, quindi guardando oltre la finzione, esiste il vero Dante nell'ombra che sta inventando la storia.
Il narratore usato è quindi solo la proiezione in un tempo futuro del Dante pellegrino nell'oltretomba, che rende testimonianza del viaggio fantastico in un secondo momento. Anche il momento in cui parla il narratore è un presente fittizio, staccato dal tempo della vera biografia dell'Alighieri storico-anagrafico. Questo presente fittizio è un momento indefinito che si rinnova ogni volta che un lettore intraprende la lettura dei versi.
Inoltre esiste un livello simbolico nella Divina Commedia: il viaggio di Dante rappresenta il cammino di ciascun individuo verso la redenzione, quindi si può dire che esista anche un "quarto" Dante che agisce nel poema a rappresentazione dell'intera umanità cristiana.